# Chi Cheng (Musiker)

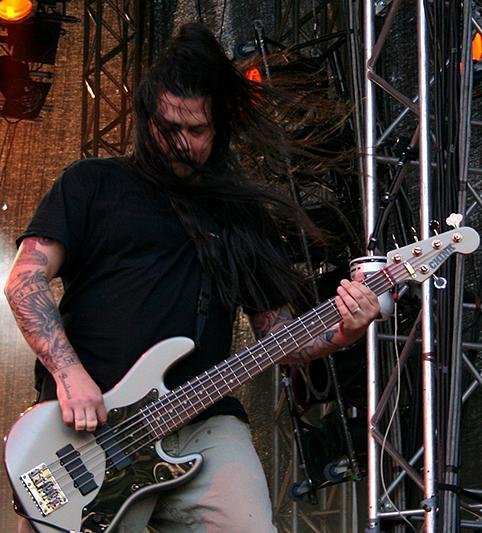
Chi Cheng bei einem Auftritt der Deftones auf dem Hultsfredfestival in Schweden im Juni 2006

Chi Cheng (* 15. Juli 1970 in Davis, Kalifornien; † 13. April 2013 in Sacramento, Kalifornien) war ein US-amerikanischer Musiker, bekannt als Bassist der Alternative-Metal-Band Deftones.

## Biografie
Chi Cheng studierte 1989 an der California State University in Sacramento. Während dieser Zeit arbeitete Cheng auf dem Campus der Universität, schrieb Gedichte und spielte bereits in der Band Deftones. 2000 veröffentlichte Cheng eine Audiokollektion gesprochener Gedichte genannt The Bamboo Parachute.
Cheng wurde als Auto-Passagier bei einem Frontalzusammenstoß zweier Fahrzeuge am 4. November 2008 schwer verletzt und lag daraufhin mehrere Monate im Koma. Seine Schwester Mae erlitt nur leichte Verletzungen, da sie im Gegensatz zu Cheng angeschnallt war, als sich ihr Auto dreimal überschlug. Cheng wurde dabei aus dem Auto geschleudert.
Im Februar 2009 kündigten die Deftones an, wie geplant auf dem Musikfestival The Bamboozle in Kalifornien aufzutreten, allerdings mit ihrem Freund Sergio Vega (ehemals Mitglied der Band Quicksand) als Ersatz für Chi Cheng. Seitdem trat Vega regelmäßig mit den Deftones auf und nahm auch Alben mit ihnen auf, unter anderem das Album Diamond Eyes 2010 und der nachfolgenden CD Koi No Yokan.
Der im März 2009 gegründete Blog oneloveforchi.com diente dazu, Spendengelder für die medizinischen Ausgaben für Chi Cheng zu sammeln. Fans konnten zunächst auf ein Anfangsziel von 20.000 $ spenden. Dieser Betrag wuchs nach und nach auf zuletzt 500.000 $ im Jahr 2010. Fans konnten in diesem Blog persönliche Artikel und Kommentare der Cheng Familie lesen. Außerdem war es möglich, persönliche Nachrichten für Cheng aufzunehmen, die ihm in der Hoffnung, seine Genesung zu beschleunigen, vorgespielt wurden.
Im April 2009 kündigte die Tierrechtsorganisation PETA an, 20 % der Einnahmen aus dem Verkauf des Happy Families, Not Happy Meals-T-Shirt, das von Chi Cheng designt wurde, an die One Love For Chi Foundation zu spenden. Am 27. April wurden von Shepard Fairey drei vom US-Präsidenten Barack Obama unterschriebene Kopien des Amtsantrittsplakats auf Ebay versteigert. Die Einnahmen gingen ebenfalls an die One Love For Chi Foundation.
Am 26. April 2009 musste Cheng wegen einer schweren Sepsis auf der Intensivstation behandelt werden. Er überstand die Infektion und wurde nach einer Woche von der Intensivstation entlassen. Nach der Entlassung machten sich im Mai Gerüchte breit, dass Cheng vollkommen aus dem Koma erwacht sei. Dies wurde jedoch auf oneloveforchi.com dementiert; Cheng sei demnach in einem halb bewusstlosem Zustand gewesen.
Im Mai 2010 zeigte Chi Cheng deutliche Zeichen der Besserung. Er konnte Personen mit seinen Augen verfolgen, sich verbal äußern und seine Hände ein wenig bewegen. Im Mai 2011 begann Chi mit der Rehabilitation; zudem wurden weitere chirurgische Eingriffe in New Jersey vorgenommen.
Am 7. Februar 2012 wurde berichtet, dass Cheng in einem teilweise bewussten Zustand sei, dass er die Fähigkeit seine Hände und Füße auf Kommando bewegen zu können habe, jedoch war es ihm immer noch nicht möglich, sich aus eigenem Antrieb zu bewegen oder in ganzen Sätzen zu sprechen. Zwei Tage nach seiner Entlassung aus dem Krankenhaus im Juni 2012 wurde bei Cheng eine Lungenentzündung diagnostiziert, die eine weitere Behandlung auf der Intensivstation erforderte. Am 4. Juli wurde Cheng erneut entlassen und erholte sich danach zu Hause.
Am 13. April 2013 verstarb der Bassist mit 42 Jahren auf dem Weg ins Krankenhaus an Herzversagen.
Mit seiner ersten Frau hatte Cheng einen gemeinsamen Sohn. Nach der Scheidung der ersten Ehe heiratete er erneut. Chi Cheng war praktizierender Buddhist und zeigte Interesse am Taoismus und Schamanismus.

## Diskografie
| - 1995: Adrenaline - 1997: Around the Fur - 2000: White Pony - 2003: Deftones - 2006: Saturday Night Wrist | - 2000: The Bamboo Parachute - 2006: Live at Fillmore von Dredg |